# Fatubessi (Ort, Hatulia B)
Fatubessi (Fatubesse, Fatu Besi) ist ein osttimoresischer Ort im Suco Fatubessi (Verwaltungsamt Hatulia B, Gemeinde Ermera). Das Dorf teilt sich in einen Nordteil in der Aldeia São Francisco mit dem Ortszentrum Mauka im Osten und einem südlichen Teil in der Aldeia Peregrinação mit dem Ortszentrum Laclo im Westen.
Das Zentrum von Fatubessi bildet der Hauptplatz mit der Büste des portugiesischen Gouverneurs José Celestino da Silva (1894–1908). Ihm gegenüber steht das zweistöckige Gebäude der Sociedade Agrícola Pátria e Trabalho (SAPT), die hier eine Kaffeeplantage betrieb. Silva war der Gründer der Gesellschaft. Zur Fazenda gehörte auch die Kapelle Santuário de Nossa Senhora Peregrina, zu der vom Dorfplatz eine Treppe etwa 15 Meter hochführt. Auch die Säule mit der Bronzebüste Silvas wurde im Januar 1940 von der Familie Silvas errichtet. Während der indonesischen Besatzung (1975–1999) wurde die Büste gestohlen und nach Westtimor verschleppt. Erst als die Bevölkerung sich beim indonesischen Gouverneur Mário Viegas Carrascalão beschwerte, wurde die Büste nach Fatubessi zurückgebracht.
Grundschule und Hospital befinden sich unterhalb des Hauptplatzes im Nordwesten. Außerdem gibt es einen provisorischen Hubschrauberlandeplatz. 2022 war Hatulia B als neues Verwaltungsamt gegründet. Sein Verwaltungssitz wurde in Fatubessi am 19. April 2023 eingeweiht.

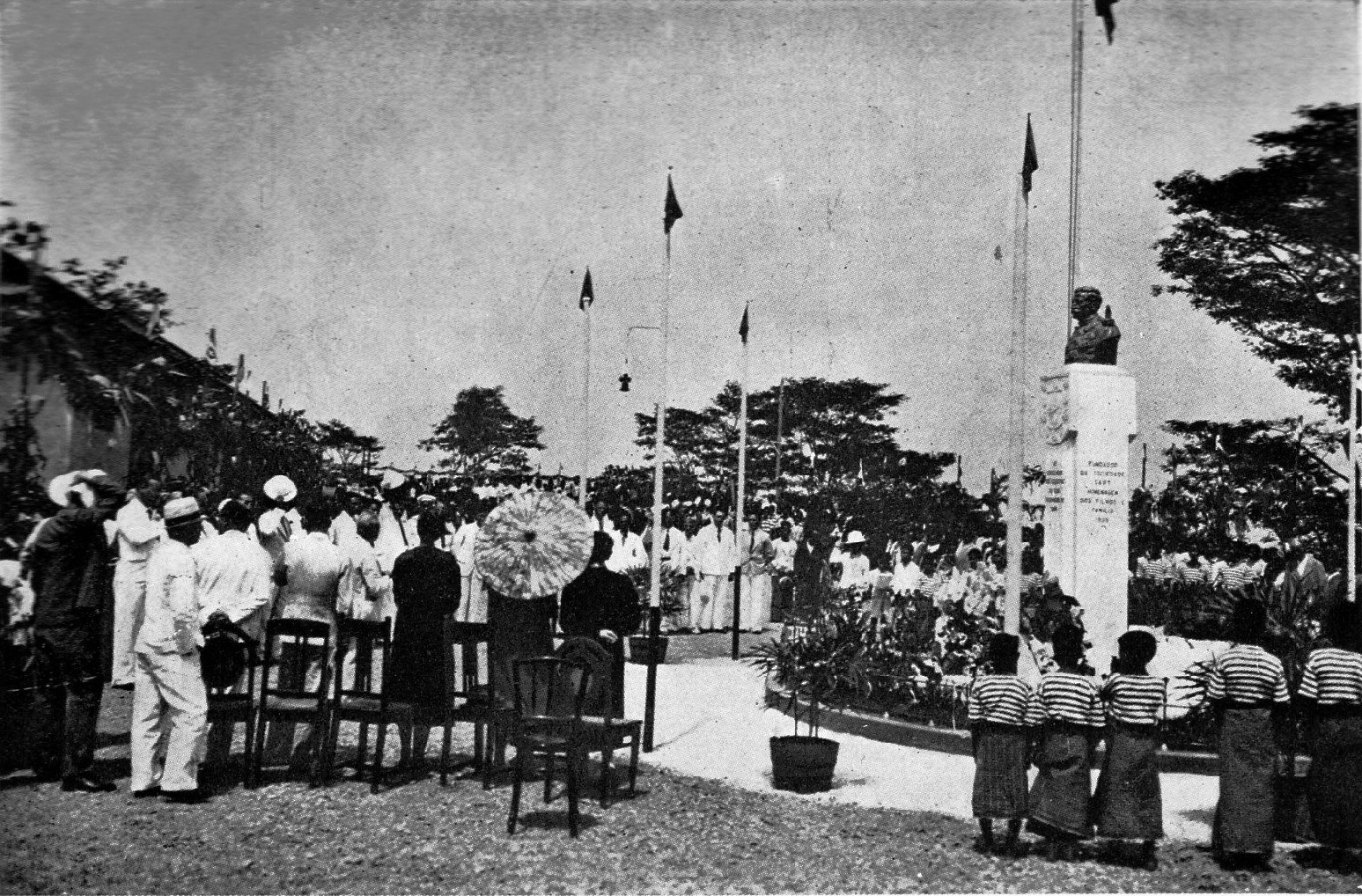
Aufstellung der Büste von José Celestino da Silva (1940)
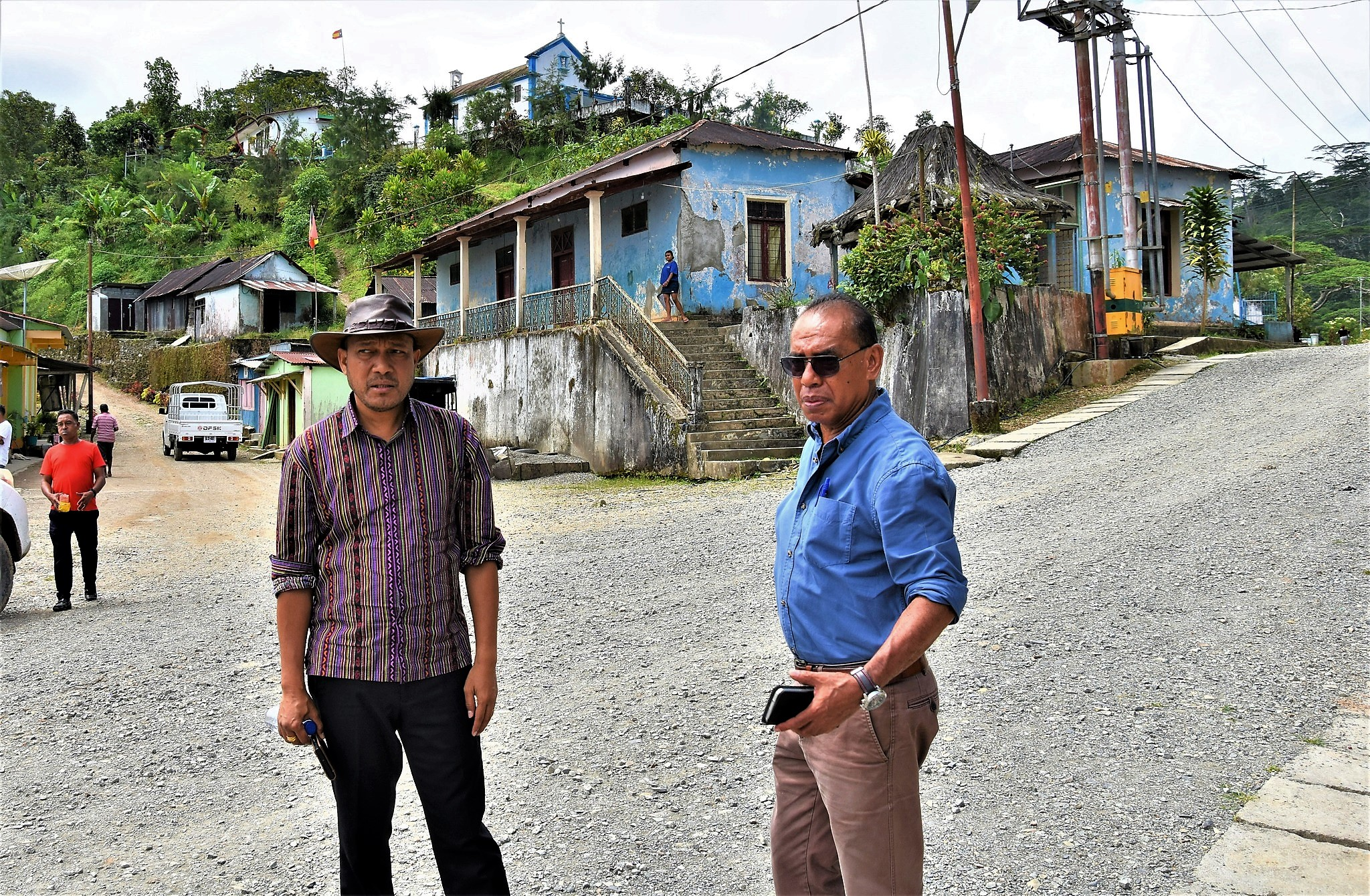
Auf dem Hauptplatz
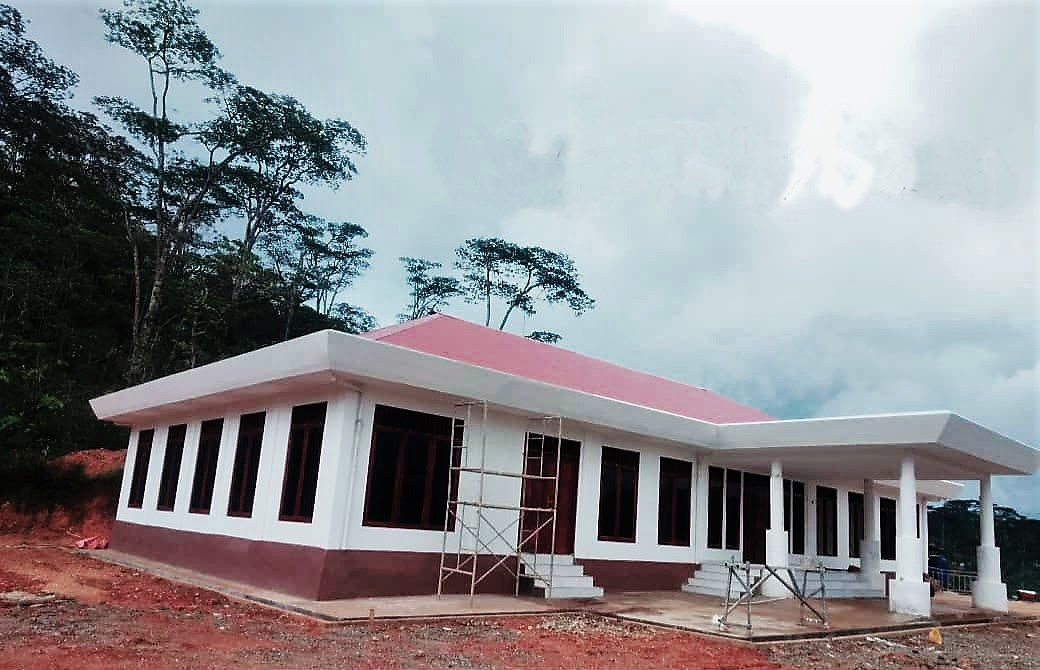
Der Sitz des Verwaltungsamt Hatulia B

Südlich liegen die Vororte Guiaves-Laran und Hurtali, nördlich das Dorf Maukali. Die Gemeindehauptstadt Gleno befindet sich in Luftlinie 13 km östlich.